# Combat de La Croix-aux-Bois
Première Coalition
Guerres de la Révolution française
Batailles
La bataille de La Croix-aux-Bois ou combat de La Croix-aux-Bois qui eut lieu les 12 septembre 1792 et 14 septembre 1792, pendant les guerres de la première coalition, oppose les troupes françaises du général Chazot et les troupes autrichiennes du  feld-maréchal François Sébastien de Croix de Clerfayt.

## Préambule
Le 12 septembre 1792 que les divisions prussiennes et autrichiennes arrivent aux défilés qu'elles avaient à franchir. Clerfayt était devant la trouée de La Croix-aux-Bois. Un corps considérable de Prussiens menaçait Grandpré, et le prince de Hohenlohe, revenu de Thionville dont il avait confié le blocus à un corps d'émigrés, campait en face des Islettes.

Cette partie du front de la ligne française semblait donc être la seule exposée aux premières attaques de l'ennemi. 

Le Chesne-Populeux n'étant pas directement menacé, Dumouriez, sans le dégarnir entièrement, en retira le général Duval avec les troupes aguerries qu'il commandait pour le placer sur les hauteurs de Marque, qui jusqu'alors n'avaient été gardées que par de faibles détachements. Le général Dubouquet, avec 4 bataillons et 2 escadrons, remplaça Duval à Chesne-Populeux.

## Combat du 12 septembre
Sous le commandement du colonel de dragons Pierre Colomb, la position de La Croix-aux-Bois était occupée depuis le 7 septembre par les 2e régiment de dragons, 1er bataillon du 71e régiment d'infanterie de ligne et 2e bataillon des volontaires de la Meuse munis de quatre pièces de canon de 4.
Le 11 septembre, le colonel Colomb indique que la position sera inexpugnable et demande sa relève par le 4e bataillon de volontaires des Ardennes alors en formation à Vouziers. Le général Dumouriez, recevant cet avis et induit dans une fausse sécurité, y consent trop facilement.
Le 12 septembre au matin le colonel Colomb évacue laissant la position sous la garde de 100 hommes seulement, commandés par un capitaine. Averti de cet abandon, Clerfayt fait, dans la nuit du 12 au 13 septembre, attaquer les abattis qui barraient la route. Les abattis étaient si mal faits qu'on les dérangea sans peine, et les chemins si peu endommagés que la cavalerie et l'artillerie y passèrent aisément. 
Les 100 hommes qui devaient défendre le poste s'enfuirent, le défilé tombe au pouvoir des Autrichiens, et la ligne des Français est menacée d'être prise à revers.

## Combat du 14 septembre
Dumouriez, instruit du désastre, envoya aussitôt sur ce point le général Chazot à la tête de 8 bataillons et 5 escadrons pour reprendre le défilé avec l'appui de 12 pièces d’artillerie. 

Chazot lance une première colonne à l’attaque du défilé le 14 septembre, à 6 heures du matin. A 7 heures les troupes de Chazot parviennent à rentrer dans la position après un combat meurtrier où Charles de Ligne est tué.

Deux heures après, une colonne autrichienne de 3 bataillons d’infanterie, 2 escadrons de cavalerie et de l'artillerie revient à la charge, attaque les troupes Françaises avec fureur et les forcent à se replier sur Vouziers.
Le général Dubouquet, apprenant que La Croix-aux-Bois était forcée, abandonne le passage du Chesne-Populeux et profite de la nuit pour se retirer par Attigny. Le corps des émigrés se porte alors sur Vouziers par Le Chesne-Populeux qu'il avait inutilement attaqué la veille.
Dumouriez se croyant déjà tourné et enveloppé, retraite à son tour dans la nuit du 14 septembre et marche vers le sud pour faire sa jonction avec l'Armée du Centre du général Kellermann. Le lendemain la division Chazot est en déroute.
 La route de Châlons et de Paris est ouverte aux coalisés.
Le 20 septembre, les troupes de Dumouriez et Kellermann se trouvent face à l'armée du duc de Brunswick pour la bataille de Valmy.

### Ordre de bataille
Les troupes commandées par le général Chazot se composaient de :
- 1er bataillon du 29e régiment d'infanterie de ligne
- 1er bataillon du 71e régiment d'infanterie de ligne
- 1er bataillon du 98e régiment d'infanterie de ligne
- 2e régiment de dragons (3 escadrons)
- 1er régiment de cavalerie (3 escadrons)
- 4e bataillon de volontaires des Ardennes
- 1er bataillon de volontaires de la Meuse
- 3e bataillon de volontaires de la Meuse
- 3e bataillon de volontaires de Paris
- 1er bataillon de volontaires de la Sarthe
- 1er bataillon de volontaires de Seine-et-Oise
- 1 bataillon de Converged Grenadier
- 1 batterie d'artillerie à pied (4 canons de 4)
- 1 batterie d'artillerie à pied (2 canons de 8)